# Onthophagus catenatus
Onthophagus catenatus là một loài bọ cánh cứng trong họ Bọ hung (Scarabaeidae).